# Henry Lane Wilson
Henry Lane Wilson (Crawfordsville, 3 de novembro de 1857 – 22 de dezembro de 1932) foi um diplomata dos Estados Unidos.

## Biografia
Nasceu em Crawfordsville, Condado de Montgomery (Indiana), filho do congressista do Indiana James Wilson e de sua esposa, Emma (Ingersoll) Wilson; era o irmão mais novo de John L. Wilson, e foi batizado em homenagem a Henry Smith Lane. Graduado em Direito pela Wabash College foi advogado e publicou um jornal em Lafayette (Indiana). Foi também músico e compositor. Casou com Alice Vajen em 1885, e mudou-se para Spokane (Washington) onde tinha os seus negócios até ser financeiramente arruinado pelo Pânico de 1893.

## Serviço diplomático
Wilson serviu no corpo diplomático dos Estados Unidos durante as presidências de William McKinley (1897–1901), Theodore Roosevelt (1901–1909) e William Howard Taft (1909–1913). Nomeado Ministro no Chile em 1897, cargo que manteve até 1904, quando foi nomeado Ministro na Bélgica, servindo em Bruxelas durante o auge da controvérsia do Estado Livre do Congo. Foi nomeado embaixador no México em 1910, onde testemunhou a queda do governo de Porfirio Díaz, e foi um dos atores principais na definição da Revolução Mexicana.

## Embaixador no México
Wilson foi nomeado embaixador no México pelo presidente Taft em 21 de dezembro de 1909, e apresentou as suas credenciais ao presidente Díaz em 5 de março de 1910.
Travou conhecimento com algumas das mais importantes figuras da Revolução, como Álvaro Obregón, Venustiano Carranza, Pancho Villa, e Gustavo A. Madero. Como embaixador de Taft no México, e temendo as tendências esquerdistas do novo governo federal de Francisco I. Madero após a deposição de Díaz (para não mencionar o facto de ele considerar Madero um 'louco'), ele assumiu o papel de catalisador da conspiração do general Victoriano Huerta, Félix Díaz, e do general Bernardo Reyes contra o presidente Madero, e teria ajudado a levar a cabo os assassinatos de Madero e do seu vice-presidente José María Pino Suárez, durante a Decena Trágica em fevereiro de 1913, algo que mais tarde refutaria. Após a sua tomada de posse em março daquele ano, o presidente Woodrow Wilson foi informado dos acontecimentos no México por um agente clandestino, o repórter William Bayard Hale, e ficou chocado com a assistência dada por Henry Lane Wilson ao golpe de Estado de Huerta contra Madero. O presidente suplantou-o ao fazer chegar ao México o seu enviado pessoal John Lind, antigo governador do Minnesota, e em 17 de julho de 1913 o presidente demitiu o embaixador Wilson.

## Atividades posteriores
Durante a Primeira Guerra Mundial Wilson esteve na Commission for Relief in Belgium e, em 1915, aceitou presidir ao capítulo do Estado de Indiana da League to Enforce Peace, cargo que ocupou até à sua demissão devido ao envolvimento dos Estados Unidos na Liga das Nações após o fim da guerra.
Faleceu em Indianápolis em 1932.